# Dödligt kapitel
Dödligt kapitel (engelska: Magpie Murders) är en brittisk-amerikansk mysterie-  och dramaserie vars första säsong bestående av sex avsnitt hade premiär på BBC One den 10 februari 2022. Serien är baserad på Anthony Horowitz första roman i Susan Ryeland-serien.

## Handling
Serien kretsar kring förläggaren Susan Ryeland som får ett ofärdigt manus av känd deckarförfattare. I jakten på det sista kapitlet hamnar hon mitt i ett chockerande mysterium.

## Rollista (i urval)
- Conleth Hill - Alan Conway
- Lesley Manville - Susan Ryeland
- Tim McMullan - Atticus Pünd
- Ian Lloyd Anderson - Brent
- Matthew Beard - Fraser
- Alexandros Logothetis - Andreas Patakis